# Inscript
Inscript (Indian Script; Hindi: इन्स्क्रिप्ट; inskript) ist ein Tastatur-Layout für die Eingabe von indischen Schriften auf einem Computer.
Dieses Layout ist standardisiert von der indischen Regierung, es wurde von dem indischen Softwareunternehmen CDAC entwickelt.
Inscript hat das gleiche Layout für alle indischen Schriften. Durch die gleiche Belegung kann jemand, der eine indische Schrift kennt, auch alle anderen schreiben.
Inscript-Tastaturbelegung ist inzwischen Bestandteil aller neueren Betriebssysteme inklusive Windows (2000, XP, Vista), Linux und Macintosh.

## Tastaturbelegung

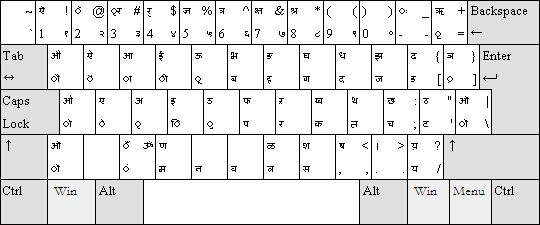
Schematische Darstellung mit Devanagari Inscript

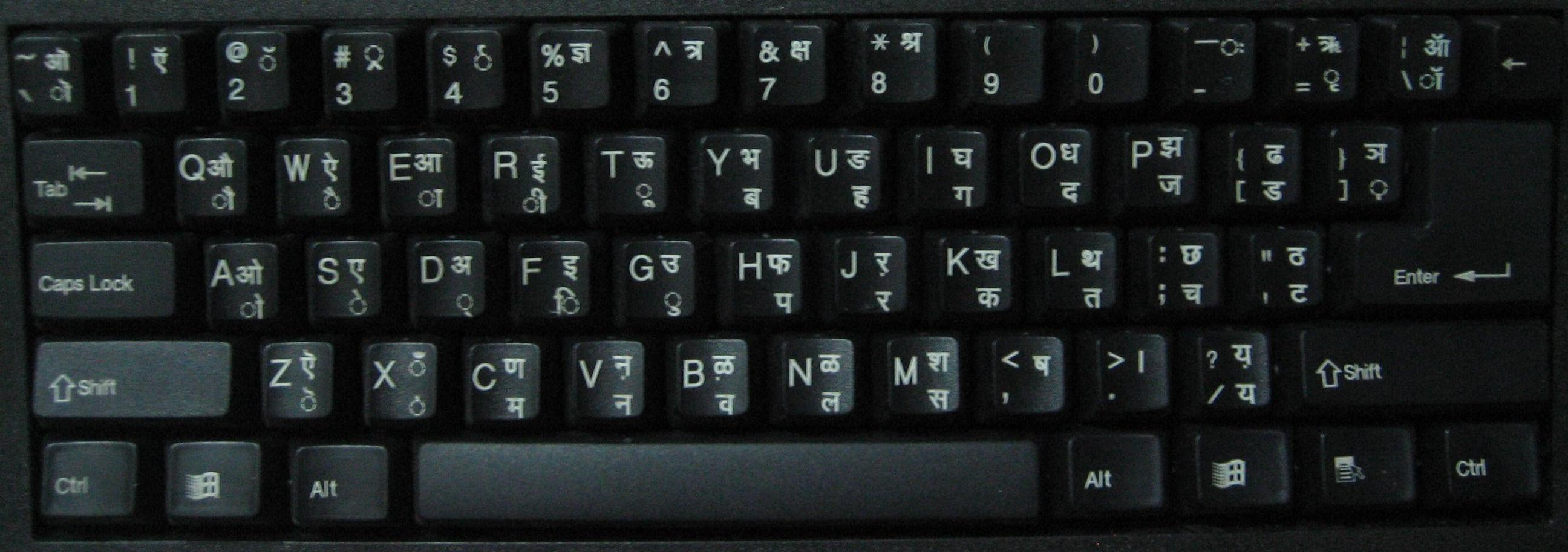
Indische Tastatur mit Devanagari Inscript Layout

## Belege
1. ↑  CDAC